# Australian Open 2019 (turniej legend kobiet)
Australian Open 2019 – turniej legend kobiet – zawody deblowe legend kobiet, rozgrywane w ramach pierwszego w sezonie wielkoszlemowego turnieju tenisowego, Australian Open. Zmagania miały miejsce pomiędzy 20 a 25 stycznia na twardych kortach Melbourne Park w Melbourne. Z zaplanowanych sześciu spotkań grupowych zostały rozegrane tylko cztery. Finał również się nie odbył.
Po pierwszym meczu pary Mary Joe Fernández–Barbara Schett, ta druga zrezygnowała z gry. W jej miejsce weszła Nicole Bradtke.

## Drabinka

#### Klucz
- w/o – walkower
- k – krecz
- d – dyskwalifikacja
- Q – kwalifikant
- WC – dzika karta
- LL – szczęśliwy przegrany
- Alt – zawodnik zastępczy
- PR – ochrona rankingu
- SE – specjalna przepustka
- ITF – ranking ITF
- JE – ranking juniorski

### Finał
|  |       |                                        |  |  |  |
|  | Finał |                                        |  |  |  |
|  |       |                                        |  |  |  |
|  |       |                                        |  |  |  |
|  |       |                                        |  |  |  |
|  | 1     | Daniela Hantuchová Martina Navrátilová |  |  |  |
|  | 1     | Daniela Hantuchová Martina Navrátilová |  |  |  |
|  | 3     | Kim Clijsters Li Na                    |  |  |  |
|  | 3     | Kim Clijsters Li Na                    |  |  |  |
|  |       |                                        |  |  |  |